# Alfred Daniel Williams King
Alfred Daniel Williams King (Atlanta, 30 luglio 1930 – Atlanta, 21 luglio 1969) è stato un attivista statunitense.

## Biografia
Nato nello stato della Georgia era il fratello minore Martin Luther King, figlio di Alberta Christine Williams King e Martin Luther King Senior. Venne arrestato con il fratello e altri 70 partecipanti nei movimenti dell'ottobre del 1960. Nel 1963 divenne un leader del movimento della campagna di Birmingham. Nell'aprile del 1968 divenne presidente della Southern Christian Leadership Conference (SCLC) e lavorò alla realizzazione della Poor People's Campaign. Venne ritrovato morto in una piscina nella sua abitazione. Soffriva di depressione e abusava di alcol.

## Vita privata
Si era sposato il 17 giugno 1950 con Naomi Ruth Barber (nata il 17 novembre 1932), dalla quale ha avuto cinque figli: Alveda, Alfred II, Derek, Darlene e Vernon.